# Badminton-Südamerikameisterschaft 1990
Die Badminton-Südamerikameisterschaft 1990 fand vom 22. bis zum 28. Oktober 1990 in Mairinque in Brasilien statt.

## Sieger und Platzierte
| Disziplin    | Gold | Silber | Bronze |
| ------------ | --- | --- | --- |
| Herreneinzel | Gustavo Salazar                                                                                                | Mario Carulla | Paulo Fam |
| Herreneinzel | Gustavo Salazar                                                                                                | Mario Carulla | Leandro Santos |
| Dameneinzel  | Teresa Montero                                                                                                 | Silvia Jiménez | Sandra Miashiro |
| Dameneinzel  | Teresa Montero                                                                                                 | Silvia Jiménez | Lilian Mayer |
| Herrendoppel | Mario Carulla Gustavo Salazar                                                                                  | José Antonio Iturriaga Federico Valdez | Gonzalo Castillo Christian Schroeder                                                                                       |
| Herrendoppel | Mario Carulla Gustavo Salazar                                                                                  | José Antonio Iturriaga Federico Valdez | Hwang Chi Fong Johan Loo                                                                                                   |
| Damendoppel  | Gloria Jiménez Silvia Jiménez                                                                                  | Úrsula Blanco Teresa Montero | Lilian Mayer Samantha Tjio                                                                                                 |
| Damendoppel  | Gloria Jiménez Silvia Jiménez                                                                                  | Úrsula Blanco Teresa Montero | Hao Min Huai Waldette Wahba                                                                                                |
| Mixed        | Federico Valdez Gloria Jiménez                                                                                 | Gustavo Salazar Teresa Montero | Paulo Fam Sandra Miashiro                                                                                                  |
| Mixed        | Federico Valdez Gloria Jiménez                                                                                 | Gustavo Salazar Teresa Montero | Leandro Santos Samantha Tjio                                                                                               |
| Herrenteam   | Peru Mario Carulla Gonzalo Castillo José Antonio Iturriaga Gustavo Salazar Christian Schroeder Federico Valdez | Brasilien Ubiratan Alves Luis Manuel Barreto Agnaldo Chang Paulo Fam Euclides Freitas Huang Shuang Hwang Chi Fong Nelson Lin Johan Loo Carlos Machado Bernardo Mayer Sergio Mayer | Argentinien Manuel Escudero Vincent Lo Oscar Malamud Alejandro Meyer Gualterio Meyer Jorge Meyer Ronaldo Meyer Bunting Roy |
| Damenteam    | Peru Úrsula Blanco Gloria Jiménez Silvia Jiménez Teresa Montero                                                | Brasilien Marcia Cabeleira Sueli Fam Hao Min Huai Lilian Mayer Sandra Miashiro Maria Aparecida Pacheco Samantha Tjio Waldette Wahba                                               | Argentinien Heidi Gerlach Marion Meyer Roswitha Meyer Su Chu Fui                                                           |

## Teams

### Herrenteam
| Team        | Pld | W | L | MF | MA | MD  | Pts | Qualification |
| ----------- | --- | - | - | -- | -- | --- | --- | ------------- |
| Peru        | 4   | 4 | 0 | 15 | 0  | +15 | 3   | 1.            |
| Brasilien   | 4   | 3 | 1 | 10 | 5  | +5  | 2   | 2.            |
| Argentinien | 4   | 2 | 2 | 4  | 11 | −7  | 1   | 3.            |
| Uruguay     | 4   | 1 | 3 | 1  | 14 | −13 | 0   | 4.            |

| Peru        | 5–0 | Brasilien   |
|             |     |             |
| Peru        | 5–0 | Argentinien |
|             |     |             |
| Peru        | 5–0 | Uruguay     |
|             |     |             |
| Brasilien   | 5–0 | Argentinien |
|             |     |             |
| Brasilien   | 5–0 | Uruguay     |
|             |     |             |
| Argentinien | 4–1 | Uruguay     |
|             |     |             |

### Damenteam
| Team        | Pld | W | L | MF | MA | MD | Pts | Qualification |
| ----------- | --- | - | - | -- | -- | -- | --- | ------------- |
| Peru        | 4   | 4 | 0 | 9  | 0  | +9 | 3   | 1.            |
| Brasilien   | 4   | 3 | 1 | 6  | 3  | +3 | 2   | 2.            |
| Argentinien | 4   | 2 | 2 | 2  | 7  | −5 | 1   | 3.            |
| Uruguay     | 4   | 1 | 3 | 0  | 9  | −9 | 0   | 4.            |

| Peru        | 3–0 | Brasilien   |
|             |     |             |
| Peru        | 3–0 | Argentinien |
|             |     |             |
| Peru        | 3–0 | Uruguay     |
|             |     |             |
| Brasilien   | 3–0 | Argentinien |
|             |     |             |
| Brasilien   | 3–0 | Uruguay     |
|             |     |             |
| Argentinien | 2–1 | Uruguay     |
|             |     |             |